# L'Homme qui rétrécit (film, 2025)
Pour les articles homonymes, voir L'Homme qui rétrécit.
Pour plus de détails, voir Fiche technique et Distribution.
L'Homme qui rétrécit est un film de science-fiction franco-belge réalisé par Jan Kounen et dont la sortie est prévue en 2025. Il s'agit d'une adaptation du roman du même nom (The Shrinking Man) de Richard Matheson publié en 1956.

## Synopsis
Après avoir été contaminé par un mystérieux produit, un homme rétrécit peu à peu. Il va alors devenir la proie des animaux et insectes. Il va devoir survivre dans un environnement devenu hostile, tout en se questionnant de plus en plus sur son identité.

## Fiche technique
Sauf indication contraire, les informations mentionnées dans cette section peuvent être confirmées par les bases de données cinématographiques IMDb et Allociné,  présentes dans la section « Liens externes ».
- Titre original : L'Homme qui rétrécit
- Réalisation : Jan Kounen
- Scénario : Jan Kounen et Christophe Deslandes, d'après le roman L'Homme qui rétrécit de Richard Matheson
- Musique : N/A
- Décors : Marie-Hélène Sulmoni
- Costumes : Sybille Langh
- Photographie : Christophe Nuyens
- Montage : Anny Danché
- Production : Alain Goldman et Patrick Wachsberger
  - Producteurs délégués : Axel Decis,  Alan Gasmer et Richard Christian Matheson

- Sociétés de production : Pitchipoï Productions et uMedia
- Société de distribution : Universal Pictures International France  (France)
- Budget : 21,04 millions d'euros[2]
- Pays de production :  France,  Belgique
- Langue originale : français
- Format : couleur
- Genre : science-fiction, aventures
- Date de sortie[3] : 
  - France : 29 octobre 2025[4] Date sujette à modification

## Distribution
- Jean Dujardin
- Marie-Josée Croze
- Salim Talbi
- Daphné Richard
- Serge Swysen

## Production
En novembre 2023, il est révélé que le cinéaste Jan Kounen va retrouver Jean Dujardin, après leur collaboration sur 99 Francs (2007), pour une adaptation du roman L'Homme qui rétrécit de Richard Matheson publié en 1956, déjà porté à l'écran dans un film sorti en 1957 et réalisé par Jack Arnold. Il est alors précisé que le tournage débutera en mai 2024.
Les prises de vues débutent le 6 mai 2024 et se déroulent notamment en Belgique, à Calais, Zuydcoote et à Dunkerque. Le tournage s'achève le 22 juillet 2024,.